# خلر زرد
خلر زرد، خلر چمن‌زار (نام علمی: Lathyrus pratensis) نام یک گونه از سرده خلر است.

## نگارخانه

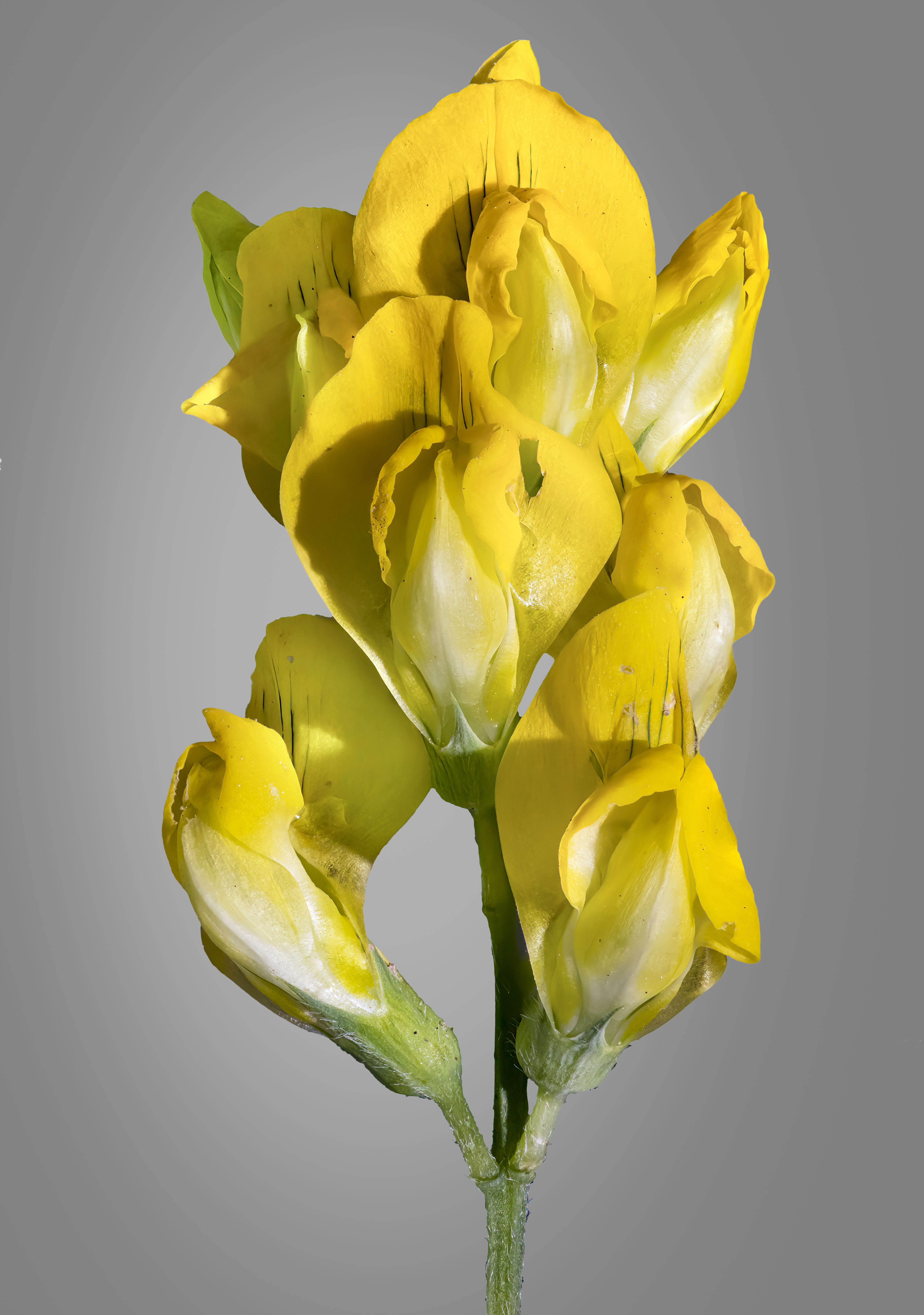
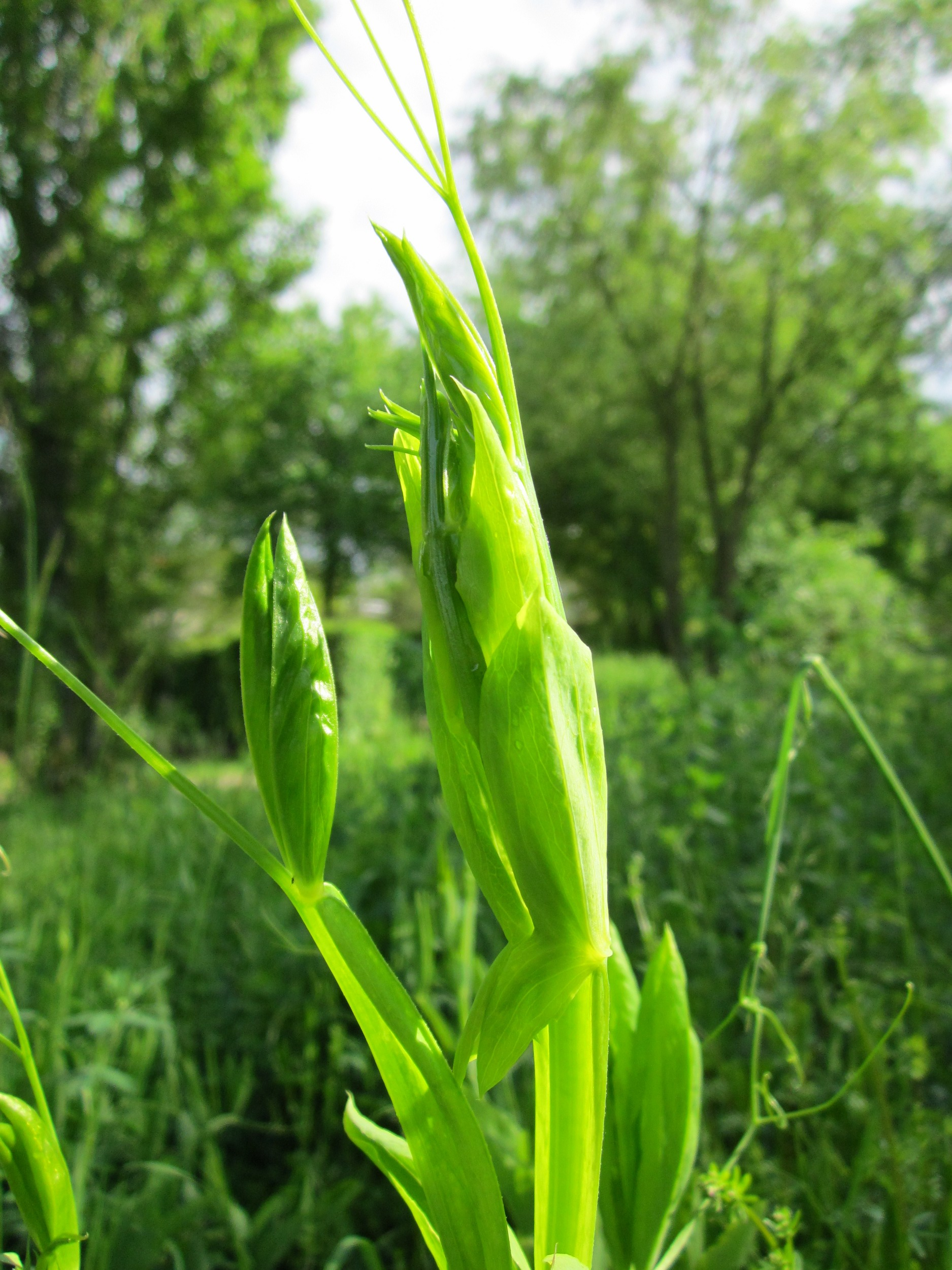
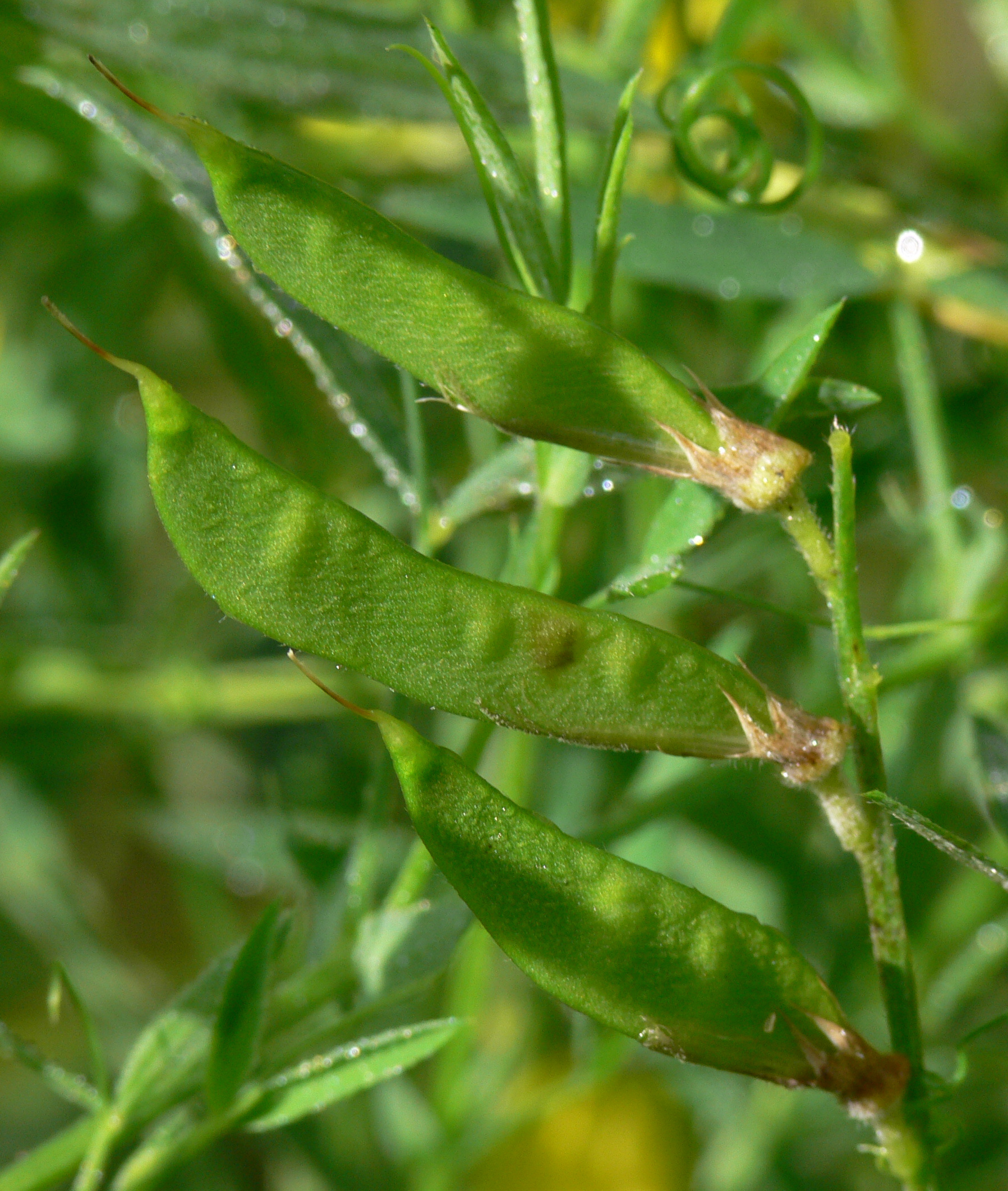
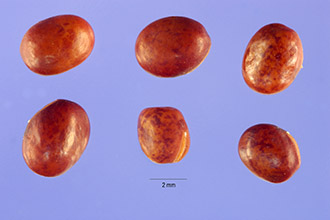